# Arndorffsche Mühle
Die Arndorffsche Mühle ist ein Bauwerk in Neustadt an der Weinstraße. Sie steht unter Denkmalschutz.

## Lage
Die ehemalige Mühle befindet sich im Neustadter Ortsbezirk Gimmeldingen und befindet sich dort innerhalb des Viertels Lobloch. Es trägt die Adresse Loblocher Straße 57. Unmittelbar westlich schließt sich die Mithrasstraße an und unmittelbar südlich der Mußbach. Auf der nördlichen, gegenüberliegenden Straßenseite befindet sich die Nikolauskirche.

## Geschichte
Die Gebäude wurden im Jahr 1808 errichtet und kurze Zeit später von Jakob Heinrich Arndorff erworben. Dieser richtete dort 1812 eine Essigfabrik und eine Ölmühle ein. Letzter Betreiber war sein Enkel Jakob Heinrich Ludwig Arndorff, der die Ölmühle bis 1920 betrieb, während sich die Essigfabrik bis 1945 hielt. In den Jahren 1995 und 1996 wurde das als Fabrik genutzte Gebäude zum Wohnhaus umgebaut.

## Architektur
Beim Gebäude handelt es sich um einen nachbarocken Walmdachbau, der mit der Jahreszahl 1808 bezeichnet ist; die Ausstattung ist ebenfalls denkmalgeschützt. Hinzu kommt ein  langgestreckter Mühlenbau mit Gewölbestall.